# Great Braxted
Great Braxted – wieś w Anglii, w hrabstwie Essex, w dystrykcie Maldon. Leży 17 km na północny wschód od miasta Chelmsford i 66 km na północny wschód od Londynu.